# 키타가와 유스케
키타가와 유스케(일본어: 喜多川 祐介, 일본어 발음: [kʲita̠ɡa̠ɰᵝa̠ jɯ̟ᵝːsɨᵝke̞]), 코드네임 폭스(Fox)는 2016년 비디오 게임인 《페르소나 5》의 주요 등장인물이자 파티원 중 한 명이다. 일본어판은 스기타 토모카즈, 영어판은 매슈 머서가 목소리를 맡았다.
유스케는 타인에게 해를 끼치는 자들의 마음을 바꾸려는 마음의 괴도단의 일원이다. 자신의 페르소나인 고에몬을 각성한 후 그룹에 합류하여 괴도단 별명 "폭스"를 사용한다. 유스케는 명성 있는 예술가인 마다라메 이치류사이 밑에서 일하는 괴짜이자 열정적인 예술가인데, 마다라메가 학생을 학대하고 유스케의 어머니를 죽였다는 소식을 듣고 괴도단의 표적이 된다.
등장 이후 유스케의 기이하고 사회적으로 어색한 성격과 예술에 대한 열정, 그리고 스기타와 머서의 뛰어난 목소리 연기 덕분에 주로 긍정적인 평가를 받았다.

## 콘셉트 및 제작
유스케는 캐릭터 디자이너 소에지마 시게노리가 페르소나 5 등장인물로 만들어졌으며, 자신의 정체를 숨기기 위해 괴도단 별명 폭스를 사용한다. 디자이너 고바야시 텟페이는 유스케를 자신이 가장 좋아하는 캐릭터 중 한 명으로 꼽았다. 텟페이는 유스케가 재미있는 캐릭터이기 때문에 자신의 예술에도 더 많은 유머를 담을 수 있었다고 설명했다. 또한 유스케를 효율적으로 그리기 쉬웠다고 느꼈다. 유스케는 카무 스사노오 페르소나를 가지고 있는데, 이는 신화 속 인물이 유스케의 프로필과 일치하기 때문이다. 또한 가장 신성하다고 느꼈던 이름을 사용했다. 처음에는 《여신전생 페르소나 4》의 캐릭터 나루카미 유도 같은 이름을 사용했기 때문에 사용을 꺼렸지만, 장난의 신이라는 점 때문에 사용하기로 결정했다. 디자이너 시마다 아즈사는 플레이어들이 유스케를 알기 전에는 그가 더 진지해 보였다고 언급하며, 《페르소나 5 더 로열》에서 유스케의 초상화가 디자인된 방식이 첫눈에 이를 더 명확하게 만들었다고 말했다.
유스케는 《페르소나 5 댄싱 스타 나이트》에 등장하며, 춤은 댄서 you-Z가 연기했다. 유스케의 기이한 성격 때문에 안무가 고바야시 텟페이는 you-Z에게 더 자유롭고 혼란스러운 방식으로 춤을 추라고 조언했다. 연기자는 춤을 보여주는 것보다 유스케가 춤을 통해 표현하고 싶어하는 아름다움에 더 집중하기를 원했다. 이는 you-Z에게 어려운 일이었고, 여러 번 시도하여 방법을 찾아야 했다.
댄싱 스타 나이트에서 유스케의 의상은 고바야시가 시원하면서도 친구들이 놀릴 수 있는 것으로 디자인되었으며, 이를 위해 스파이크 장식이 있는 가죽 재킷을 선택했다. 또한 할로윈 의상으로 일본풍 유령 의상을 입었다. 디자이너 시마다 아즈사는 유스케 주변에 두 개의 불덩이가 회전하는 것을 원했지만, 너무 불안정하다고 느껴 수제처럼 보이게 만들기로 결정했다. 패배한 전사나 강시를 포함한 대체 디자인도 고려되었다. 디자이너는 유스케의 의상으로 오이란을 포함할 예정이었으나, 그가 춤추기에는 너무 어렵다는 것을 알았다. 모델 제작자의 노력에도 불구하고 결국 폐기되었다. 그는 또한 진 여신전생 If...의 하자가마 캐릭터를 기반으로 한 의상도 가질 예정이었으나, 유스케의 일반 의상과 너무 유사하여 폐기되었다. 대신 그들은 쿠노이치 의상을 선택했다. 이 게임에서 유스케의 침실도 따로 디자인되었으며, 시마다는 그의 예술성을 보여주기 위해 이상한 물건들과 참고 이미지를 포함하기로 결정했다.

## 등장
유스케는 2016년 페르소나 5에서 주요 인물 중 한 명으로 처음 등장했으며, 결국 마음의 괴도단에 합류한다. 나중에 페르소나 5의 새로운 버전인 페르소나 5 더 로열에 등장하며, 유스케와 다른 캐릭터를 포함한 새로운 콘텐츠가 추가되었다. 유스케는 조커, 류지, 모르가나, 안으로 구성된 괴도단이 카모시다 스구루의 마음을 훔친 후 처음 소개된다. 괴도단은 유스케의 스승이자 양아버지인 마다라메 이치류사이를 표적으로 삼기 시작한다. 마다라메는 학생을 학대하고 그들의 작품을 가로챈다는 소문이 돌았다. 유스케는 처음에는 안에게 누드 모델을 해달라고 요구하여 안의 반감을 사지만, 결국 그들은 마다라메의 집에 잠입하여 그에 대해 더 알아보기 위해 동의한다. 유스케는 마다라메에 대한 주장에 대해 방어적이며, 어머니가 돌아가신 후 자신을 받아준 그에게 공을 돌린다. 그들이 마다라메의 팰리스(황금 박물관으로 표현됨)에 침입했을 때, 유스케도 함께 끌려 들어가며 여기서 마다라메가 학생들을 이용하고 학대하며, 어머니가 간질로 죽어가도록 내버려두고 그녀의 예술품을 훔쳐 위조품을 만들어 팔았다는 등 여러 진실을 깨닫는다. 유스케는 이 시점에서 자신의 페르소나를 각성하고, 괴도단에 합류하여 마다라메의 섀도와 싸운다. 그들은 결국 섀도를 물리치고, 마다라메는 개심하여 자신의 범죄를 인정한다. 그 이후로 유스케는 예술을 추구하면서 동료를 돕는다.

## 평가
《디스트럭토이드》의 작가 리치 마이스터는 유스케를 2017년 최고의 신규 캐릭터로 평가하며, 유스케의 사회적 어색함이 "묘하게 매력적"이라고 평했다. 《더 게이머》의 작가 시안 마허 또한 유스케를 높이 평가하며 게임의 최고 캐릭터로 꼽았다. 그러나 마허는 유스케가 부적절하게 행동하고 경계를 존중하지 않는다고 지적하며, 캐릭터의 그러한 측면을 옹호하지 않을 것이며, 각성 후의 자신을 다른 사람으로 볼 것이라고 말했다. 그는 유스케의 각성 장면을 최고의 각성 장면으로 꼽으며, 유스케가 예술적 관점으로 세상을 보는 방식이 마다라메의 절도조차도 그 관점으로 보게 만들었다고 논했다. 《게임 랜트》의 작가 스탠 호게벡은 《페르소나 5 스크램블 더 팬덤 스트라이커즈》에서의 유스케의 묘사를 비판하며 게임의 괴도단 중에서도 특출난 인물로 꼽았다. 호게벡은 스트라이커즈가 유스케의 성격을 과장하여 캐릭터를 "부정적인 시각"으로 보이게 했다고 느꼈다. 또한 게임이 유스케를 그냥 기이한 사람으로 축소시켰고, 페르소나 5에서는 그에게 더 많은 것이 있음을 보여주었지만, 주로 코믹 구제 캐릭터가 되었다고 말했다. 호게벡은 이러한 변화를 비판하며, 그의 동료가 그를 판단하는 것이 다른 사람에게 오해받는 아웃사이더 그룹인 괴도단의 본성과 모순된다고 느꼈다.
유스케는 비평가에게 퀴어적 관점에서 논의되어 왔다. 팬바이트의 작가 케네스 셰퍼드는 유스케가 "퀴어 에너지를 발산한다"고 논의했으며, 특히 그와 조커 사이의 보트 장면에서 그러했다. 그는 페르소나 5가 조커가 그와 다른 남성 캐릭터와 관계를 맺는 것을 막았음에도 불구하고 그들 사이에 낭만적인 화학 작용이 있다고 생각했다. Kotaku의 작가 루크 플런켓은 유스케를 게임에서 매력적인 협력자로 여겼으며, 주인공이 유스케와 데이트할 수 없다는 사실에 실망감을 표현했다. 더 메리 수의 작가 매들린 카르푸는 유스케가 조커의 연애 옵션이 있어야 한다는 논의에 주목하며, 셰퍼드의 유스케의 성적 지향에 대한 감정에 공감했다. 카르푸는 유스케와 주인공 사이의 연결이 "분명하고 잘 쓰여졌다"고 느끼며, 그들이 게임 내 절반의 연애 옵션보다 커플로 더 말이 된다고 주장했다.
유스케의 말투에 대한 분석에서 작가 마틴 이반치치는 유스케가 "예술적 웅변"을 대표하며, "시적이고 비유적인 표현뿐만 아니라 복잡한 비유가 그의 내성적이고 예술적인 감성을 강조한다"고 논의했다. 그는 또한 이러한 말투가 유스케가 "일상적인 상황과 심오한 개념"을 비교하는 경향을 강조하며, 그의 예술적 본성이 그의 인물화를 형성했다고 제안했다.